# شنان عديم الأوراق
أشنان عديم الأوراق أو الشنان لاورقي (باللاتينية: Anabasis aphylla) نوع نباتي يتبع جنس الشَّنَّان من الفصيلة القطيفية.

## الموئل والانتشار
موطنها تركيا والقوقاز.

## الوصف النباتي
الشنان عديم الأوراق شجيرة معمرة كثيرة التفرع، وخاصة في السنوات المطيرة، إذ يمكن أن تصل مساحة تغطيتها الأرضية إلى نحو متر مربع. أوراقه عموماً مختزلة عصارية مصفرة، وهنالك أنواع عديمة الأوراق. يزهر الشنان في شهري تموز وآب، وتنضج ثماره المجنحة في شهر تشرين الأول، وقد تصل بعض جذوره الطويلة إلى عمق 10 ـ 12 م.